# Lithoredo abatanica
Lithoredo
Genre
Espèce
Lithoredo abatanica, unique représentant du genre Lithoredo, est une espèce de tarets endémique du fleuve Abatan aux Philippines. Cette espèce insolite ingère de la pierre contrairement aux autres tarets qui ingèrent du bois. De plus elle déféquerait un élément proche du sable.

## Description
L'holotype de Lithoredo abatanica mesure 105,4 mm de longueur totale.

## Étymologie
Le nom du genre Lithoredo est une combinaison des termes en grec ancien λίθος, lithos, « pierre », et τερηδών, terêdôn, « ver qui ronge le bois », et fait référence à l'aptitude de cette espèce de vers à pouvoir ingérer de la pierre.
Le nom spécifique, abatanica, fait référence au lieu de sa découverte, le fleuve Abatan sur l'ile de Bohol aux Philippines.

## Publication originale
- (en) J. Reuben Shipway, Marvin A. Altamia, Gary Rosenberg, Gisela P. Concepcion, Margo G. Haygood et Daniel L. Distel, « A rock-boring and rock-ingesting freshwater bivalve (shipworm) from the Philippines », Proceedings of the Royal Society B, Royal Society, vol. 286, no 1905,‎ 19 juin 2019, p. 20190434 (ISSN 0962-8452 et 1471-2954, PMID 31213180, PMCID 6599978, DOI 10.1098/RSPB.2019.0434, lire en ligne).